# Nothing From Nothing
Nothing From Nothing es el primer trabajo de la artista japonesa Ayumi Hamasaki dentro del mundo de la música.
La artista nunca se ha referido a este trabajo, tachándolo dentro de su "época oscura", y jamás lo ha mencionado siquiera, solo lo ha hecho al referirse a esta etapa de su vida de cuando "fracasó" en el mundo de la música por primera vez y por eso tuvo tanto miedo a volver a intentarlo, ya que este álbum fue un fracaso rotundo, prácticamente sin promoción o difusión alguna.
Pero lo que hace este disco tan especial es que es una rareza, llevándose el título de uno de los discos más raros de Japón, y el sueño de todo fan devoto de Ayumi Hamasaki.
Un dato interesante es que el estilo de este álbum es completamente diferente a cualquier otro estilo en el que Ayumi ha trabajado (estilos bastante amplios), siendo todas las canciones de un marcado estilo Hip-Hop y Rap, y en el único disco donde se puede escuchar a la joven Ayumi rapeando.
En sitios como EBay es raro encontrar este disco, y si se encuentra se puede conseguir por no menos de 300 dólares, algo realmente curioso porque en la época de su lanzamiento este disco valía 1500 ¥(como 15 dólares).

## Lista de canciones
Todas las letras escritas por Dohzi-T, excepto "Límite" (escrito por Ayumi Hamasaki), toda la música compuesta por Kazuo Ishijima.

| Sencillo |                                           |          |  |
| N.º      | Título                                    | Duración |  |
| 1.       | «NOTHING FROM NOTHING» (Sencillo Version) |          |  |
| 2.       | «PAPER DOLL»                              |          |  |
| 3.       | «NOTHING FROM NOTHING» (Original Karaoke) |          |  |

| Álbum |                                           |          |  |
| N.º   | Título                                    | Duración |  |
| 1.    | «NOTHING FROM NOTHING» (Sencillo Version) |          |  |
| 2.    | «LIMIT»                                   |          |  |
| 3.    | «PAPER DOLL»                              |          |  |
| 4.    | «Gut it-pez»                              |          |  |
| 5.    | «NOTHING FROM NOTHING» (Versión álbum)    |          |  |

| Pistas adicionales |                                           |          |  |
| N.º                | Título                                    | Duración |  |
| 6.                 | «Nothing from Nothing» (Original Karaoke) |          |  |

- Datos: Q2269360